# Bacino Poole

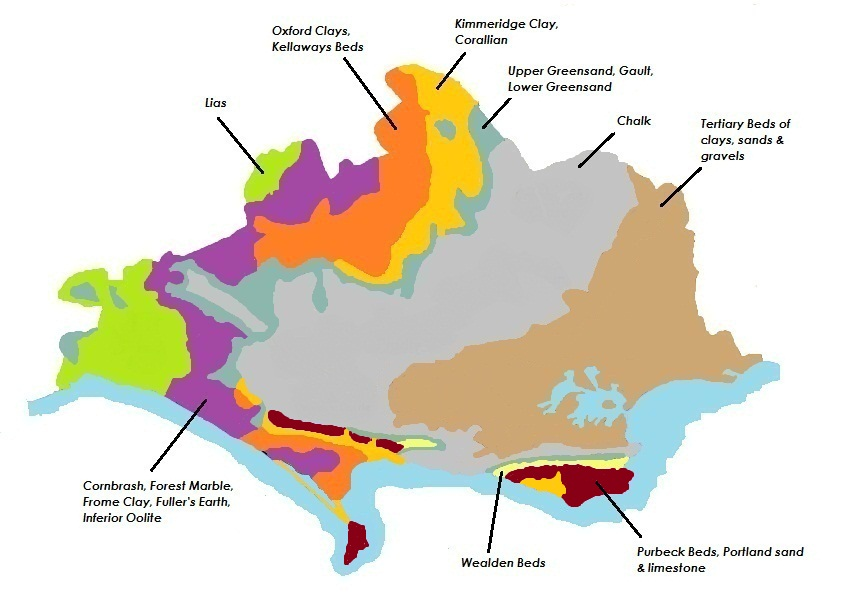
Il bacino Poole coincide con l'area dei "Tertiary Beds" (in beige) nella mappa geologica del Dorset.

Il bacino Poole (o bacino di Poole, con riferimento alla cittadina inglese di Poole) è un bacino strutturale che forma la parte occidentale del più vasto bacino dell'Hampshire dal quale è separato dal fiume Avon.
 
È situato nella contea del Dorset, nella parte sudoccidentale dell'Inghilterra.

## Geologia
Il margine e il letto del bacino sono formati da rocce calcaree e gesso, all'interno delle quali giacciono sabbie e argilla del Terziario sottostanti alle Dorset Heaths. I depositi più estesi sono quelli della Poole Formation, nota anche come Bagshot Beds. In epoche passate l'intera area era una landa che giaceva su suoli acidi. Tra il perimetro calcareo e la landa centrale si estende la cintura dei Reading Beds e la superficie dell'argilla di Londra, che dà origine a un suolo più ricco anche se ancora acido.
Depositi di plateau e ghiaie vallive sovrastano le sabbie della Poole Formation, ma anche questi suoli sono piuttosto poveri e acidi. Le forze erosive hanno modellato un paesaggio ondulato con variazioni locali considerevoli che vanno da vallate e scarpate strette e ripide, ad aree di terreno piatto. L'elevazione maggiore è Creech Barrow Hill (193 m), che è la più alta collina del Terziario in Inghilterra, sormontata da calcare dell'Eocene.